# Hospital pediátrico Bambino Gesù
El Hospital pediátrico Bambino Gesù (en italiano: Ospedale Pediatrico Bambino Gesù) es un hospital de niños, ubicado en Roma, Italia. Cumple su función institucional cristiana prestando servicios públicos en el ámbito sanitario.
El hospital, que fue fundado en 1869, es ahora parte de la red del Sistema Nacional de Salud en la ciudad de Roma en el área extraterritorial administrada por la Santa Sede. Desde 1980, debido a su prestigio y al fortalecimiento de sus relaciones con el Sistema Nacional de Salud de Italia, se ha convertido en un punto importante de referencia para la pediatría a nivel nacional.